# Barrio Cuba (Guayaquil)
El Barrio Cuba, ubicado al sur de la ciudad de Guayaquil, Ecuador, en la parroquia Ximena. Empezó a llamarse así desde 1929 en agradecimiento al gobierno cubano por erigir un monumento a Eloy Alfaro Delgado en el Barrio El Vedado, en la La Habana.

## Historia
El cabildo porteño bautizó a ese sector como un acto de reciprocidad debido al homenaje que hicieron al expresidente Eloy Alfaro en el país caribeño. Desde 1930 comenzaron a darse los primeros asentamientos aunque ya se encontraban en el sector industrias como La Molinera y el Camal Municipal establecido allí desde 1897.
En 1925, el Cabildo conminó a Víctor Emilio Estrada Sciacaluga para que abriera la comunicación con el camal por vía terrestre, además de la fluvial que ya existía. La pugnase resolvió en 1929, pues Estrada resuelve el problema dejando libre el paso y haciendo dos cercas a los costados. Por Ordenanza del 22 de noviembre de 1929 y como celebración de la extensión de la avenida, se nombra avenida Cuba el tramo de la avenida Alfaro al sur de la calle El Oro”.

## Actualidad
En el Barrio se asentó la Universidad Politécnica Salesiana adquiriendo lotes industriales, cerca de la ría, en desuso con el fin de transformar el ambiente lúgubre del barrio en algo seguro y concurrido. Hay 2 callejones poblados por familias que viven de la pesca y de su actividad en los astilleros. 